# Михаил (Рубинский)
Епи́скоп Михаи́л (в миру Николай Александрович Рубинский; 1876 (1872?) — 29 декабря 1962) — епископ Русской православной церкви, епископ Великолукский и Торопецкий.

## Биография
Родился в с. Малая Волчья Волчанского уезда Харьковской губернии, сын священника. Окончил Александровское миссионерское духовное училище в Ардоне. Рукоположён в 1895 году.
В 1902 году был назначен священником Митрофаниевской церкви села Даниловка Харьковской епархии. Позже возведён в сан протоиерея.
В ноябре 1943 года вошёл в состав Харьковского епархиального управления.
В 1945 году решением Священного Синода определён быть епископом Херсонским и Николаевским, после чего был пострижен в монашество.
29 апреля 1945 года хиротонисан во епископа Херсонского и Николаевского. Хиротонию возглавил митрополит Киевский и Галицкий Иоанн (Соколов) в сослужении епископов Украинского экзархата.
28 декабря 1946 года становится епископом новообразованной Кировоградской и Чигиринской епархии.
12 мая 1947 года постановлением Священного Синода и Патриарха освобождён от управления Кировоградской епархией за несоответствие своему назначению и отсутствию общей культуры и элементарных знаний, необычайному развитию криминальных наклонностей и общей аморальности. Направлен на покой в распоряжение архиепископа Минского и Белорусского Питирима (Свиридова) с местопребыванием в Жировицком монастыре с зачислением его в состав братии и запретом в священнослужении сроком на шесть месяцев.
28 февраля 1948 года, «ввиду окончания возложенной на него епитимии», назначен епископом Великолукским и Торопецким.
31 октября 1950 года уволен на покой с пребыванием в Почаевской Лавре.
Умер 29 декабря 1962 года и погребен на 2-м поле Яновского кладбища г. Львов. 